# Барра де Потосі

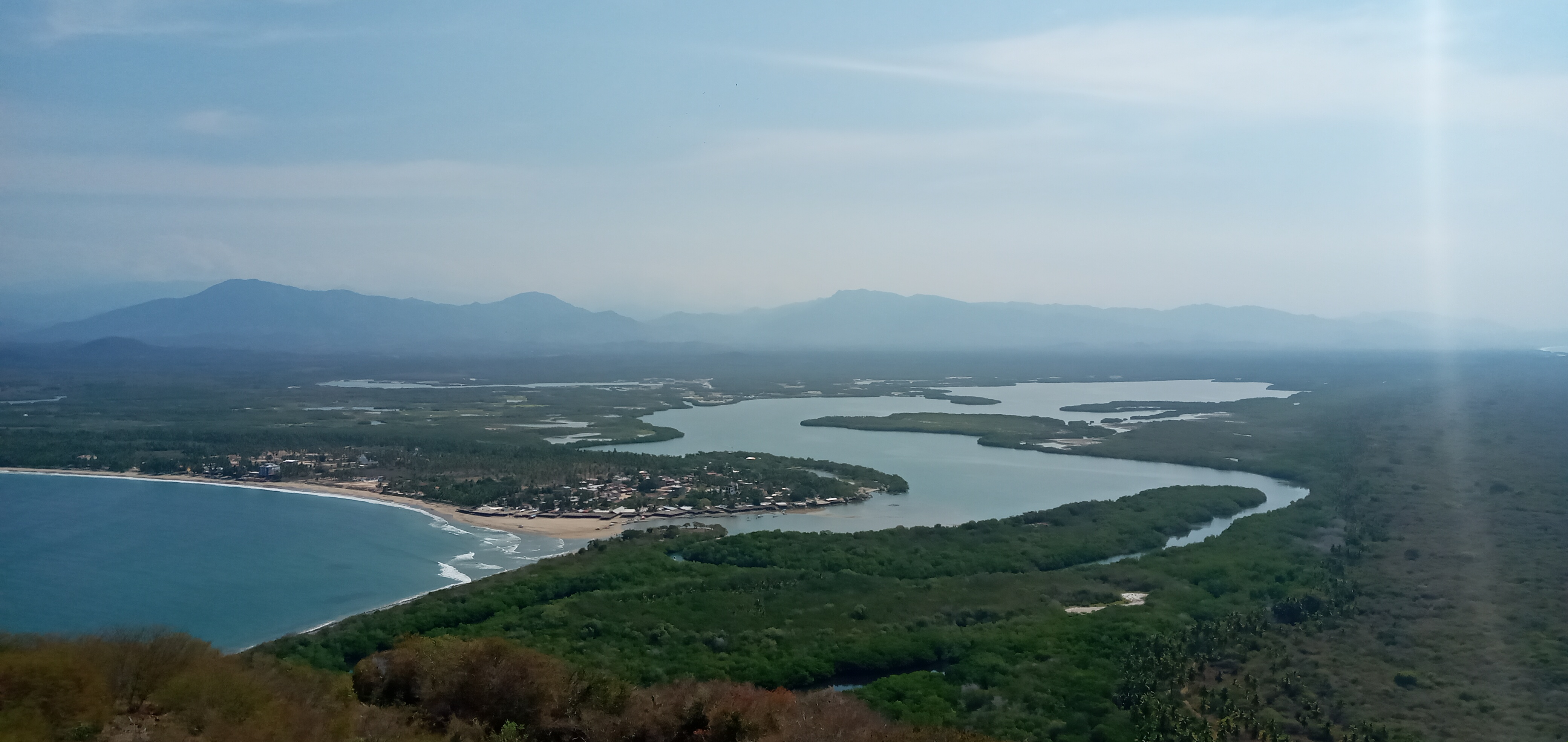
Барра де Потосі

Барра де Потосі (ісп. Barra de Potosí) — невелике рибальське село у штаті Герреро, Мексика. Село розташоване на березі Тихого океану та лагуни Потосі. Входить до муніципалітету Петатлан та має населення 396 осіб.
У селі діють дитячий садок, початкова та середня школи, та неурядова дитяча бібліотека.

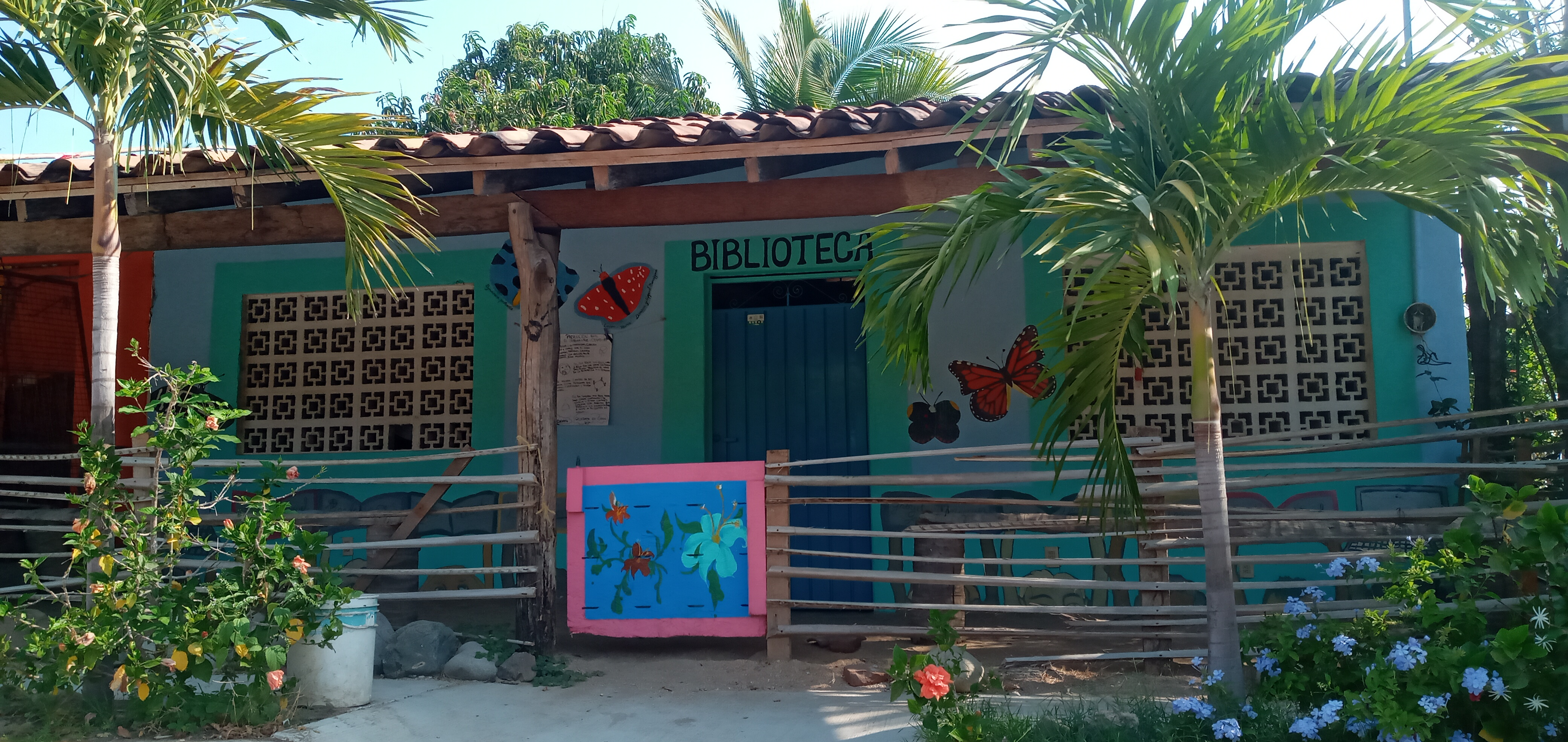
Дитяча бібліотека Барри де Потосі

Село розташоване за 12 кілометрів від міжнародного аеропорту Ікстапа-Сіуатанехо та є популярним напрямком денного туризму для мешканців Сіуатанехо та прилеглих територій.
На березі лагуни та океану розташовані численні енрамади (відкриті ресторани, вкриті пальмовим листям). Місцеві мешканці пропонують тури по лагуні, риболовні тури, сноркелінг, оренду каяків, спостереження за птахами та, протягом зимових місяців, китовий туризм.
Екосистема Барри де Потосі є однією з найбільш біологічно різноманітних у Мексиці. Лагуна та довколишня екосистема має площу 800 гектарів, 454 з яких — мангрові ліси. Тут мешкають 212 видів птахів, 19 з яких під загрозою зникнення.